# 1449
Cette page concerne l'année 1449  du calendrier julien.
L'année 1449 est une année commune qui commence un mercredi.

## Événements

### Asie
- 29 avril : Yoshimasa Ashikaga (1435-1490) devient shogun au Japon (fin le 19 décembre 1473)[1].
- 8 septembre[2] : l'armée de l'empereur ming de Chine Zhengtong est détruite à la bataille de la forteresse de Tumu par les Oïrats. L'empereur est fait prisonnier.
- 22 septembre : le frère de l'empereur Jingtai assure l'intérim en Chine[3]. Les Oïrats finissent par relâcher l’empereur Zhengtong en 1450, mais il est placé en résidence surveillée.
- 27 octobre, Perse : le timuride Ulugh Beg est assassiné sur ordre de son fils Abd ul-Latif[4] qui s'empare du trône (fin en 1450).

- Dans le Yunnan, fin des guerres entre la Dynastie Ming et les Shans (débutées en 1436). Aucun belligérant ne l'a emporté[5].

### Europe
- 6 janvier : Constantin XI Paléologue est élu empereur byzantin à Mistra. Il est à Constantinople le 12 mars. À la tête d’un empire agonisant, il essaye en vain d’obtenir de l’aide de l’Occident (fin en 1453)[6].
- 18 janvier : le dernier antipape Amédée VIII de Savoie fait sa soumission à Nicolas V qui le nomme cardinal et légat en Savoie (7 avril)[7].

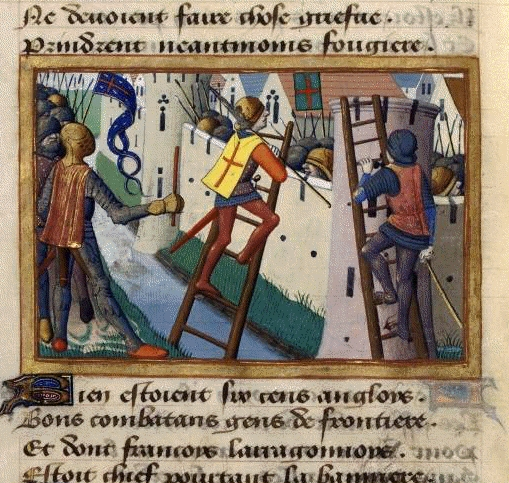
23 mars : François de Surienne et ses hommes s'emparent de Fougères. Septembre-4 novembre : siège de Fougères

- 23 - 24 mars : rupture de la trêve entre la France et l'Angleterre. Un aventurier à la solde des Anglais, François de Surienne, s'empare de la ville bretonne de Fougères[8].
- 19 avril : le concile de Bâle transféré à Lausanne reconnaît Nicolas V comme pape[7].
- 25 avril : fin du concile de Bâle (début en 1431)[9].
- 20 mai : mort de Pedro, oncle d’Alphonse V de Portugal, victime d’un traquenard organisé par le roi lui-même à la bataille de Alfarrobeira[10].
- 26 mai : ordonnance de Charles VII exemptant de la taille quiconque viendrait habiter Paris ou ses faubourgs pour repeupler la ville. Il annule par contre la remise accordée précédemment au tiers des aides (impôts indirects)[11].
- 5 juin : révolte anticonverso de Tolède, à l'instigation de Pedro Sarmiento: 
  - A Tolède, le connétable de Castille Álvaro de Luna ordonne l’émission d’un emprunt de 1 000 000 de maravédis pour défendre la frontière. La mesure provoque la résistance de la population, prêchée par deux chanoines, contre les collecteurs d’impôt marranes. Une Suplicación est envoyée au roi Jean II (2 mai). Un tribunal d’urgence se réunit pour débattre du droit des conversos à occuper des charges publiques, et prononce, malgré l’opposition du clergé, la Sententia Estatuto (5 juin). Les conversos sont déclarés inaptes à occuper une charge ou à témoigner contre des chrétiens. Le pape condamne la Sentence par des bulles le 24 septembre 1449 et 1451, et excommunie ceux qui l’on fait promulguer[12].
  - Voulant être le seul maître du royaume, Alvaro de Luna éloigne les conversos qui occupent des postes d’administration (statut de limpieza de sangre), et demande au pape Nicolas V des bulles d’extradition contre eux, quarante ans avant les mesures de l’Inquisition.
- 3 juillet : le roi d'Écosse Jacques II épouse Marie d'Egmont, fille d'Arnold d'Egmont, duc de Gueldre, et de Catherine de Clèves, nièce de Philippe le Bon, duc de Bourgogne, avec laquelle il aura sept enfants[13].
- 19 juillet : prise de Verneuil par Pierre de Brézé[8]. Reprise de la guerre entre la France et l’Angleterre. Dunois et le duc de Bretagne conduisent l’opération. Jacques Cœur subventionne la reconquête de la Normandie.
- 31 juillet : trêve de Visby entre le Danemark et la Suède. Charles Knutsson tente de trancher la question du Gotland, disputé entre les deux pays. Il envoie une expédition à Gotland, tenue par l'ancien roi Éric de Poméranie, qui livre le château de Visby aux Danois. Le roi Christian Ier de Danemark parvient à chasser les Suédois et une trêve est conclue prévoyant une conférence de paix pour le 1er mai 1450[14].
- 6 août : le roi Charles VII de France quitte Amboise pour Vendôme[8].
- 8 août : Dunois marche à la tête des troupes du roi de France d'Évreux à Pont-Audemer de manière à couper en deux la Normandie et isoler Rouen et Caen. Pont-Audemer est prise le 12 août[8].
- 31 août : Casimir IV de Pologne, menacé par Michel (pl), fils du grand-duc Sigismond de Lituanie, signe un traité avec Vassili II de Moscou[15].
- 15 septembre : les habitants de Saint-Lô ouvrent les portes de leur ville aux soldats de Charles VII conduits par le connétable de Richemont[16].
- 12 octobre : Bogdan II Muşat chasse le prince Alexandre II de Moldavie, allié du roi de Pologne, avec l’appui de Jean Hunyadi. Il devient prince de Moldavie (fin en 1451)[17].
- 29 octobre : Talbot capitule à Rouen[18].
- 4 novembre : Fougères est rendue par capitulation au duc de Bretagne après un siège de deux mois[19].
- 10 novembre : entrée solennelle du roi Charles VII de France dans Rouen libérée[18].
- 20 novembre : le roi de Suède Charles Knutsson, appuyé par l’archevêque de Nidarós, se fait couronner roi de Norvège. Mais le prélat meurt peu après. Christian débarque en Norvège en juin 1450 et se fait couronner roi par un évêque allemand (fin en 1481)[20].
- 8 décembre : Début du siège d'Harfleur par les troupes du roi de France[21].

- Attaque contre la communauté juive de Lisbonne[22].